# Curuapira apyama
Curuapira apyama là một loài bọ cánh cứng trong họ Cerambycidae.